# Веселівка (Ушомирська сільська громада)
Весе́лівка — село в Україні, в Ушомирській сільській територіальній громаді Коростенського району Житомирської області. Кількість населення становить 628 осіб (2001). У 1924—54 та 1983—2018 роках — адміністративний центр колишньої однойменної сільської ради. До 1939 року — колонія.

## Населення
У 1906 році чисельність населення становила 27 осіб, дворів — 4, у 1923 році — 846 осіб, дворів — 137, у 1924 році — 169 дворів та 949 осіб, з перевагою населення німецької національности.
Відповідно до результатів перепису населення СРСР, кількість населення, станом на 12 січня 1989 року, становила 702 особи. Станом на 5 грудня 2001 року, відповідно до перепису населення України, кількість мешканців села становила 628 осіб.

### Мова
Розподіл населення за рідною мовою за даними перепису 2001 року:
| Мова            | Кількість | Відсоток |
| --------------- | --------- | -------- |
| українська      | 614       | 97.77%   |
| російська       | 13        | 2.07%    |
| інші/не вказали | 1         | 0.16%    |
| Усього          | 628       | 100%     |

## Історія
Наприкінці 19 століття — урочище в Ушомирській волості Житомирського повіту Волинської губернії.
У 1906 році — хутір Ушомирської волості (1-го стану) Житомирського повіту Волинської губернії. Відстань до губернського та повітового центру, м. Житомир, становила 72 версти, від волосного центру, містечка Ушомир — 6 верст. Найближче поштово-телеграфне відділення розміщувалося у міст. Іскорость.
У 1923 році колонія Веселівка включена до складу новоствореної Холосненської сільської ради, яка, 7 березня 1923 року, увійшла до складу новоутвореного Коростенського району Коростенської округи. Розміщувалася за 15 верст від районного центру, міст. Коростень, та 4 версти — від центру сільської ради, с. Холосне. 12 січня 1924 року, відповідно до рішення Волинської ГАТК (протокол № 6/1 «Про зміни в межах округів, районів і сільрад»), в колонії утворено Веселівську німецьку національну сільську раду Коростенського (згодом — Ушомирський) району. 1 червня 1935 року, внаслідок виконання постанови Президії ЦВК УСРР «Про порядок організації органів радянської влади в новоутворених округах», у складі сільської ради підпорядкована Коростенській міській раді Київської області. У 1939 році віднесена до категорії сіл. 28 червня 1940 року, відповідно до указу Президії Верховної ради Української РСР «Про утворення Коростенського сільського району Житомирської області», село, разом із сільською радою, включене до складу відновленого Коростенського району Житомирської області.
11 серпня 1954 року, відповідно до указу Президії Верховної ради УРСР «Про укрупнення сільських рад по Житомирській області», Веселівську сільську раду ліквідовано, село підпорядковане Холосненській сільській раді Коростенського району. 16 червня 1969 року, відповідно до рішення Житомирського ОВК № 282 «Про зміни в адміністративно-територіальному поділі деяких населених пунктів Коростенського і Чуднівського районів», село включене до складу новоствореної Розівської сільської ради Коростенського району. 3 травня 1983 року, відповідно до рішення Житомирського облвиконкому «Про деякі питання адміністративно-територіального поділу», до села перенесено адміністративний центр Розівської сільської ради з відповідним її перейменуванням на Веселівську.
4 грудня 2018 року увійшло до складу новоствореної Ушомирської сільської територіальної громади Коростенського району Житомирської області.

## Відомі люди
- Обиход Микола Сергійович (нар. 1956) — генерал-лейтенант юстиції, заступник Голови СБУ (2003—2005), заслужений юрист України.